# Biểu tình Iran 2019
Biểu tình Iran 2019 là một loạt các cuộc biểu tình dân sự xảy ra ở nhiều thành phố trên khắp Iran, ban đầu là phản đối việc tăng giá nhiên liệu 200% nhưng sau đó đã mở rộng để phản đối chế độ hiện tại ở Iran và Lãnh đạo tối cao Ali Khamenei. Các cuộc biểu tình bắt đầu vào tối ngày 15 tháng 11 và trong vòng vài giờ đã lan đến 21 thành phố khi các video về cuộc biểu tình bắt đầu lan truyền trên mạng. Hình ảnh về các cuộc biểu tình bạo lực đã được chia sẻ trên internet với các cuộc biểu tình đạt đến cấp độ quốc tế.
Tổ chức Ân xá Quốc tế báo cáo rằng chính phủ đã sử dụng lực lượng gây chết người ở các thành phố trên khắp đất nước và đã có ít nhất 115 người thiệt mạng vì tiếng súng từ IRGC và các lực lượng vũ trang khác theo lệnh trực tiếp từ nhà lãnh đạo tối cao. Tuyên bố của Amnesty đã bị người phát ngôn từ chối cho nhiệm vụ của Iran tới UN Alireza Miryousefi. Chính phủ Iran đã tịch thu thi thể của những người biểu tình bị giết và bị thương có nghĩa là không có con số chính thức nào về tổng số người thiệt mạng.
Để ngăn chặn việc chia sẻ thông tin liên quan đến các cuộc biểu tình và cái chết của hàng trăm người biểu tình trên các nền tảng truyền thông xã hội, chính phủ đã chặn Internet trên toàn quốc, dẫn đến mất hoàn toàn kết nối Internet gần như toàn bộ khoảng sáu ngày.
Dựa trên tường thuật của Tổ chức Ân xá Quốc tế và Đài phát thanh Farda, loạt cuộc biểu tình này có thể là bạo lực và nghiêm trọng nhất kể từ Cách mạng Iran năm 1979.

## Bối cảnh
Các lệnh trừng phạt của Hoa Kỳ và Liên minh Châu Âu đối với Iran, cùng với sự quản lý kinh tế sai lầm, đã dẫn đến một cuộc khủng hoảng kinh tế nghiêm trọng ở Iran trong vài năm qua. Trước tình trạng bất ổn, Tổng thống đương nhiệm của Iran, Hassan Rouhani nói, "Iran đang trải qua một trong những năm khó khăn nhất kể từ cuộc cách mạng Hồi giáo 1979". Các đồng minh Iran ở Lebanon và Iraq cũng đã chứng kiến các cuộc biểu tình chống chính phủ.
Vào nửa đêm ngày 15 tháng 11 năm 2019, chính phủ Iran tuyên bố sẽ tăng giá nhiên liệu. Trước khi tăng giá, tài xế có thể mua tới 250 lít (66 gal Mỹ) cho 10.000 rial Iran mỗi lít (khoảng 1,15 đô la Mỹ mỗi gallon), với mức giá mới là 15.000 rial mỗi lít (khoảng 1,70 đô la Mỹ mỗi gallon) cho 60 lít (16 gal Mỹ) đầu tiên mỗi tháng và 30.000 mỗi lít (khoảng 3,40 đô la Mỹ mỗi gallon) sau đó, giá tăng từ 50% đến 200%. Một chương trình truyền hình nhà nước của Iran đã mô tả các biện pháp này như một cách giúp tài trợ cho khoảng 60 triệu người Iran.